# (11760) Auwers
(11760) Auwers  es un asteroide perteneciente al cinturón de asteroides, descubierto el 24 de septiembre de 1960 por Ingrid van Houten-Groeneveld y Cornelis Johannes van Houten sobre placas de Tom Gehrels desde el Observatorio de Palomar, en Estados Unidos.

## Designación y nombre
Auwers se designó inicialmente como 4090 P-L.
Más adelante fue nombrado en honor al astrónomo alemán  Arthur Auwers (1838-1915).

## Características orbitales
Auwers orbita a una distancia media del Sol de 3,1614 ua, pudiendo acercarse hasta 2,8569 ua y alejarse hasta 3,4659 ua. Tiene una excentricidad de 0,0963 y una inclinación orbital de 4,7303° grados. Emplea en completar una órbita alrededor del Sol 2053 días.

## Características físicas
Su magnitud absoluta es 13,7. Tiene 5,712 km de diámetro. Su albedo se estima en 0,197.